# 13, storia d'oggi/Il prato dell'amore
13, storia d'oggi/Il prato dell'amore  è un 45 giri di Al Bano pubblicato nel 1971.

## Descrizione
La canzone sul lato A, 13, storia d'oggi, è stata presentata da Al Bano e dal gruppo Los Aguaviva al Festival di Sanremo 1971, dove si classificò all'ottavo posto ricevendo 69 voti.
Entrambi i brani vennero inseriti l'anno successivo nell'album 1972.

## Tracce
LATO A
1. 13, storia d'oggi (testo: Vito Pallavicini – musica: Albano Carrisi e Detto Mariano; edizioni musicali Primato, La Voce del Padrone)

LATO B
1. Caro, caro amore (testo: Vito Pallavicini – musica: Albano Carrisi e Detto Mariano; edizioni musicali Primato, La Voce del Padrone)